# Røveriet mod Loomis i Glostrup
Røveriet mod Loomis i Glostrup fandt sted natten til den 1. april 2008, hvor seks-syv maskerede mænd trængte ind i værdihåndteringsselskabet Loomis og stak af med 62 millioner kr. (i første omgang blev der angivet omkring 30 millioner). Røveriet var det største i Danmark indtil det blev overgået af røveriet mod Dansk Værdihåndtering 10. august samme år.

## Røveriet
Klokken 3.35 natten til tirsdag 1. april 2008 modtog politiet en overfaldsalarm fra pengetransportfirmaet Dansikring Værdi Loomis i Glostrup. Seks til syv mænd var ankommet i tre mørke Audi-lignende stationcars. En kranbil blev brugt til at bryde ind i området.
Røverne var maskerede, og de var bevæbnet med automatrifler og maskinpistoler. De var kommet ind ved at vælte væggen ind til firmaets underetage med en teleskoplæsser.
Uden nogen form for samtale mellem røverne fyldte de hurtigt flere sække med kontanter og forsvandt kort efter i de mørke biler på udenlandske nummerplader.

## Flugten
Inden røverne forlod stedet, efterlod de adskillige partisansøm på vejene omkring pengecentralen, så de første fire af politiets patruljevogne punkterede, da de ankom til gerningsstedet. Under flugten tabte røverne flere af sækkene med kontanter. Det blev oplyst, at de var stukket af med omkring 30 millioner, selvom beløbet var over dobbelt så stort.
Røverne efterlod ca. fem kilo sprængstof i en kasse på cirka 30 x 50 cm. Røveriet lammede S-togstrafikken  de næste timer.